# Ochthera mantis
Ochthera mantis är en tvåvingeart som först beskrevs av De Geer 1776.  Ochthera mantis ingår i släktet Ochthera och familjen vattenflugor. Arten är reproducerande i Sverige. Inga underarter finns listade i Catalogue of Life.